# 東亜大学校
東亜大学校（トンアだいがっこう、朝鮮語: 동아대학교、英語: Dong-A University）は、大韓民国の釜山広域市沙下区に本部を置く私立大学。略称は東亜大、DAU。

## 沿革
- 1946年：南朝鮮大学が開校する。
- 1947年：南朝鮮大学が東亜大学として正式認可される。
- 1959年：東亜大学が総合大学に昇格し、東亜大学校に改称する。

## 学部
乗鶴キャンパス
- 人文科学大学
- 自然科学大学
- 工科大学
- 生命資源科学大学
- 健康科学大学
- デザイン環境大学
- 芸術・体育大学
- コンピューター・AI工学部

富民キャンパス
- 社会科学大学
- 経営大学
- 石堂人才学部
- 国際大学

九德キャンパス
- 医科大学
- 看護学部

## 大学院
- 一般大学院
- 専門大学院
  - 国際専門大学院
  - 法学専門大学院
- 特殊大学院
  - 経営大学院
  - 教育大学院
  - 産業情報大学院
  - 社会福祉大学院
  - 法務大学院
  - 文化芸術大学院

## 著名な出身者
- 金星根 - 韓国プロ野球監督（中退）
- 河亨柱 - 1984年ロサンゼルスオリンピック柔道金メダリスト 現東亜大学校教授
- 尹晶煥 - Jリーグクラブセレッソ大阪監督
- ムン・ヒョンイン - 元東亜大学校教授（論文投稿の際、偽名を用いて自分で査読できるようにしたという前代未聞の研究不正により35報の論文が撤回）
- チェ・ホンマン - 元韓国のシルム選手、キックボクサー、総合格闘家、俳優 (東亜大学体育教育学科、2002年 中退）
- 文大成 - 元韓国のテコンドー選手、国際オリンピック委員会委員、政治家である。19代韓国の国会議員, 2004年アテネオリンピック、テコンドー男子80kg超級金メダリスト
- 辛春浩(シン・チュンホ) - 大韓民国の製麺、インスタント食品、スナック菓子会社農心の創業者、ロッテの創業者である重光武雄（辛格浩）の実弟
- ヒョンチョル - 韓国釜山広域市出身のトロット歌手 (中退）
- ヤン・ジョンモ(梁正模): 体育学科卒業、元レスリング選手、韓国初のオリンピック金メダリスト（1976年モントリオールオリンピック)
- 朴淵次(パク・ヨンチャ) - 泰光実業会長
- 姜丙中(カン・ビョンジュン) - ネクセンタイヤ、KNN (放送局)会長、法学部卒業
- チェ・ムベ - 韓国の男性総合格闘家、総合格闘技イベント「PRIDE」に初めて出場した韓国人選手
- ハンへ - ラッパー 、Block Bの元メンバー、国際貿易学科在学中
- 姜亨淑(カン・ヒョンスク) - 体操選手, コンディショニング研究者, スポーツ栄養学者、QOLダイエット専門家、ヘルスツーリズム、ウェルネスツーリズム、スパツーリズム研究、海洋療法及び海洋治癒研究, 沖縄温泉研究者。